# Bollywood Movie Award/Woman of Consience Award
Der Bollywood Movie Award Woman of Consience Award ist eine Kategorie des jährlichen Bollywood Movie Awards für indische Filme in Hindi.
Liste der Preisträger:
| Jahr | Gewinnerinnen |
| ---- | ------------- |
| 1999 | kein Preis    |
| 2000 | kein Preis    |
| 2001 | kein Preis    |
| 2002 | kein Preis    |
| 2003 | Tyra Banks    |
| 2004 | Sharon Stone  |
| 2005 | kein Preis    |
| 2006 | kein Preis    |
| 2007 | kein Preis    |